# Theatro da Paz
O Theatro da Paz (inicialmente chamado Nossa Senhora da Paz) é um teatro brasileiro localizado na Praça da República (inicialmente praça Pedro II) na cidade paraense de Belém, projetado pelo engenheiro pernambucano José Tibúrcio Pereira Magalhães no estilo neoclássico e, inaugurado em 1878 no contexto da então província do Grão-Pará (1821–1889), e do período áureo da exploração da borracha na Amazônia (1871–1914). É considerado segundo o IPHAN um teatro-monumento e patrimônio histórico, além de ser o primeiro teatro de ópera da Amazônia e um dos primeiros teatros líricos do Brasil.
O nome inicial foi sugerido por Dom Antônio de Macedo Costa, quando lançou a pedra fundamental do edifício em 1869 (alusivo ao fim da Guerra do Paraguai). Posteriormente, mudou a denominação pois o local abrigaria "apresentações mundanas".
Para o lançamento oficial do teatro, foi encenada a produção do dramaturgo francês Adolphe d'Ennery, As duas órfãs, pela companhia do pernambucano Vicente Pontes de Oliveira.
A construção deste espaço durante a Belle Epóque brasileira (1871–1914), formou o polígono da cultura e local de reunião da elite de Belém (Palacete Bolonha, Grande Hotel, Cine Olympia e, Theatro da Paz).
O teatro foi premiado pelo site Trip Savvy na categoria "Melhor local para amantes da cultura" do concurso "Escolha do Editor 2021" (do inglês "Editor’s Choice Award 2021"), destacado como um dos melhores lugares para se visitar a nível global.

## Antecedentes
Em 1756, houve um surto endêmico de varíola no contexto da capitania do Grão-Pará (1621–1820), vitimando vários belenenses, sendo necessário construir um cemitério no bairro da Campina para tantos corpos (no Largo da Campina).
Anos após o fim do surto, o cemitério foi desativado. Neste local o governo da província infelizmente ergueu um armazém para se guardar pólvora, emprestando-lhe o nome de Largo da Pólvora. logo substituído pela praça da República e o Theatro da Paz (1869– e 1874), devido o período da Belle Epóque (1871–1914) e os pedidos da então elite da borracha (que viviam a moda européia).

## Histórico

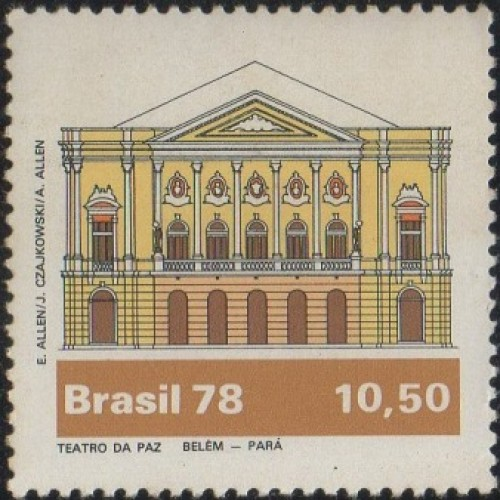
A fachada em selo postal de 1978.

Com a pressão da nova elite, o governo da província contratou o engenheiro militar pernambucano José Tibúrcio Pereira Magalhães para projetar o novo teatro, inspirado na edificação italiana Teatro alla Scala (Itália). Em 3 de março de 1869, o arcebispo-primaz Antônio de Macedo Costa lançou a pedra fundamental  batizou com o nome "Nossa Senhora da Paz", em referência ao fim da Guerra do Paraguai (1864-1870). Porém, este posteriormente modificou o nome, ao observar que a denominação “Nossa Senhora” seria indigno a um espaço onde ocorriam apresentações não eclesiásticas ("apresentações mundanas").
A construção do edifício aconteceu entre 1869 e 1874, devido diversas dificuldades envolvendo engenheiros, governo, construtores e com custo final da obra. Construído por Calandrine de Chermont com pequenas alterações introduzidas pela repartição de Obras Públicas, a obra foi finalizada em 1874 mas, devido a denúncias contra os construtores, um inquérito foi iniciado e o teatro apenas foi inaugurado em 15 de fevereiro de 1878.
Inaugurado, com o público formado pela aristocracia de Belém, ao som do drama do francês Adolphe d'Ennery, As duas órfãs, e da orquestra sinfônica do maestro Francisco Libânio Collas, espetáculo da companhia de Vicente Pontes de Oliveira. Que teve um contrato que durou cinco anos, tornando-o encarregado pela iluminação, decoração, coreografia no teatro, além de organizador da agenda de eventos.
A construção deste espaço criava-se o polígono da cultura, que era formado por Palace Bolonha, Grande Hotel, Cine Olympia e, Theatro da Paz, local de reunião da elite de Belém que, vivia elegantemente trajados à moda parisiense.
A presença do teatro na Praça Dom Pedro II impactou a região, valorizando-a e consolidando-a como polo cultural da cidade de Belém; assim criava-se o polígono da cultura, que era formado por Palace Bolonha, Grande Hotel, Cine Olympia e, Theatro da Paz, local onde ocorriam muitas visitas ilustres e local comum de reunião da aristocracia de Belém que, elegantemente trajados à moda parisiense desfilava joias e vaidades.
No período de 1887 a 1890, este passou por reformas com o objetivo de embelezar o prédio e fazer correções estruturais, a pedido da sociedade local. Quando ocorreu as pinturas da sala de espetáculo, realizadas pelos artistas Chrispim do Amaral e Domenico de Angelis.
O teatro sofreu alterações na sua fachada, após a grande reforma de 1904. Foi retirada uma coluna do pátio frontal superior do Theatro, que era em número de 7, o que feria os preceitos arquitetônicos do período neoclássico, que pede número par de colunas em frontarias. Cobrado pela Sociedade Artística Internacional, que mantinha o Theatro, o então Governador Augusto Montenegro mandou demolir a fachada, que era um pátio coberto, e reconstruí-la recuando a fachada e retirando uma coluna, e no vácuo que ficou a mostra, antes preenchido por pequenas janelas, mandou botar bustos simbolizando as artes: Dança, Poesia, Música e Tragédia, e ao centro o brasão de armas do estado do Pará, para fortalecer a simbologia republicana que estava enfim instaurada. Entretanto, suas linhas arquitetônicas gerais foram mantidas.
O teatro no dizer de Leandro Tocantins, "é um monumento neoclássico por excelência". Nas laterais, pátios cercados de colunas, escadas que dão acesso à Praça da República. Poltronas de palhinhas (não de almofada), seguindo o formato de ferradura. No saguão, há dois bustos talhados em mármore de carrara: José de Alencar e Gonçalves Dias, introdutores do indianismo no Brasil. No salão nobre, ao lado de espelhos de cristal, estão os bustos dos maestros Carlos Gomes e Henrique Gurjão.

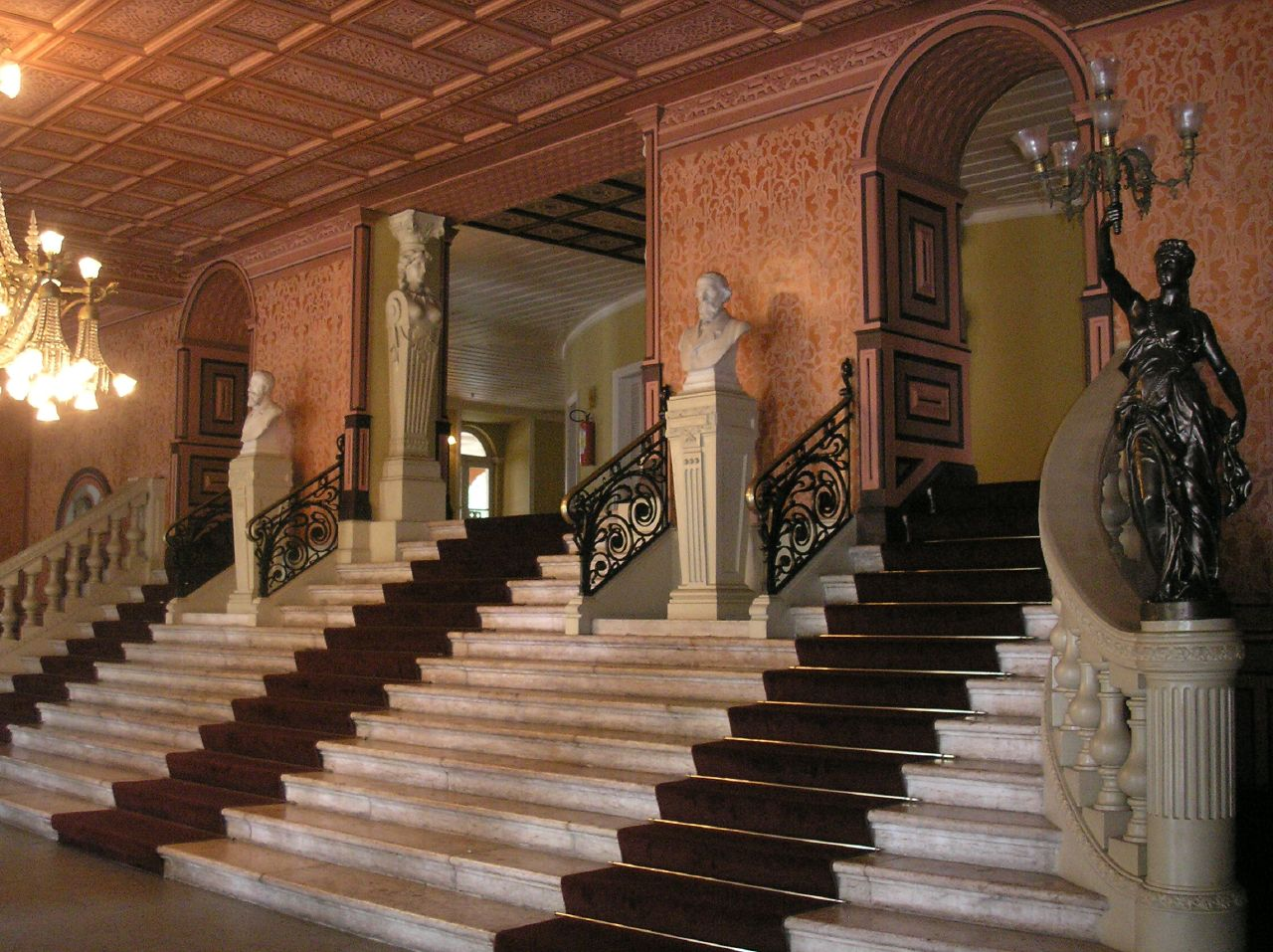
Hall de entrada.

Ali Carlos Gomes encenou sua ópera, O Guarani, e a bailarina russa, Anna Pavlova, passou com suas sapatilhas. O decorador desse cenário privilegiado foi o italiano Domenico de Angelis que, posteriormente, decorou o Teatro Amazonas de Manaus. Ele foi também o autor do belo painel representando os deuses gregos Apolo e Diana, no cenário amazônico que fica no teto da sala de espetáculos. Dele também era o teto de jover, perdido por causa de uma infiltração. Esse teto foi repintado em 1960 por outro artista italiano, Armando Balloni.

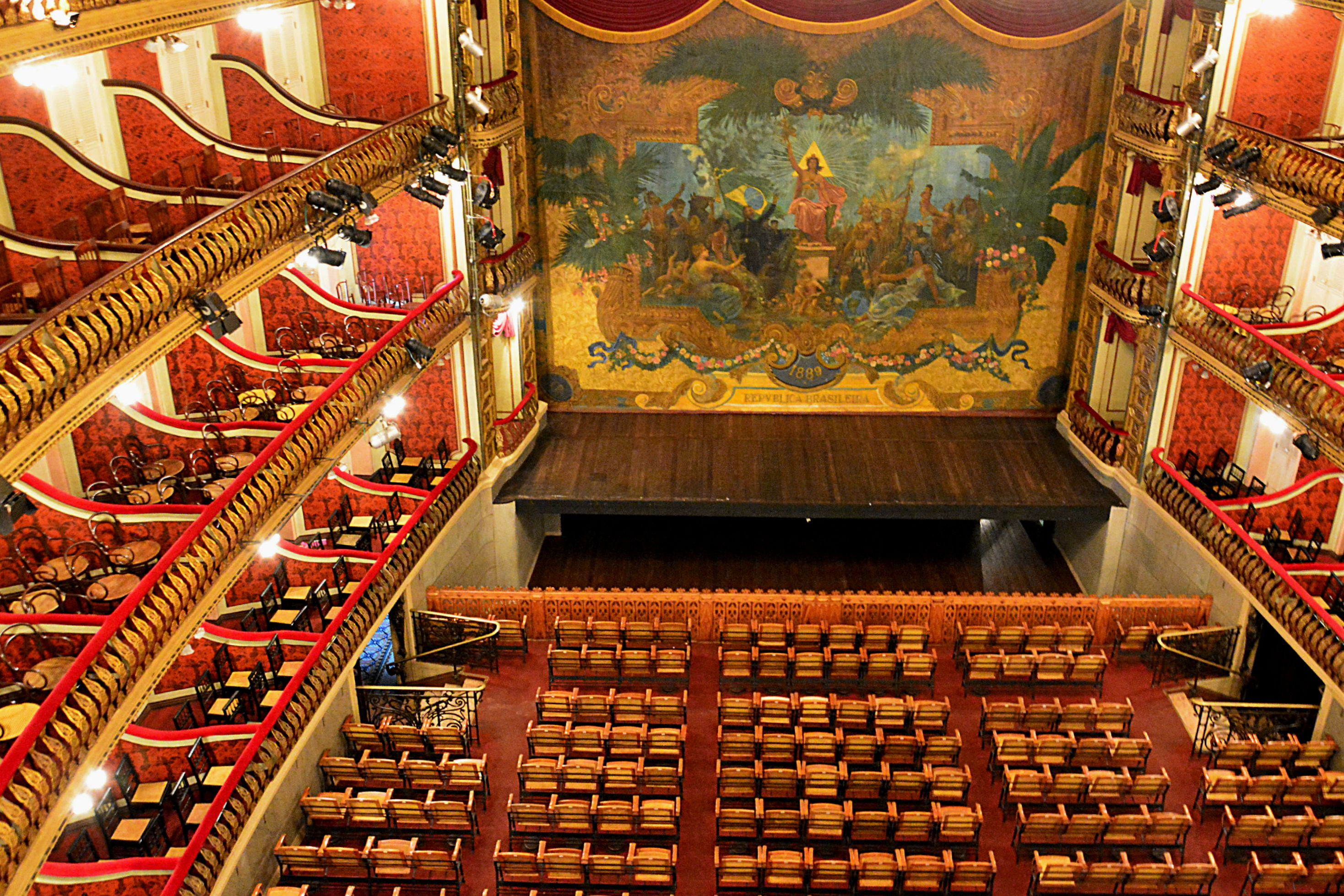
Interior.

Durante o ciclo da borracha, as mais famosas companhias líricas se apresentaram ali. Com o declínio da borracha, o Theatro da Paz passou por grandes dificuldades. Sem apresentações, estava quase sempre fechado, e as restaurações não eram suficientes para lhe garantir um bom funcionamento.
Em 1996, foi criada a primeira orquestra da história do teatro, denominada "Orquestra Sinfônica do Theatro da Paz" (OSTP), devido a iniciativa da Secretaria Executiva de Cultura do Pará em parceria com a Fundação Carlos Gomes,  conduzida atualmente pelo maestro paraense Miguel Campos Neto.
Em 2002, o Theatro após dois anos de restauração reabriu com o "Festival de Ópera do Theatro da Paz" (FOTP), o segundo do tipo mais antigo do país, destaca Daniel Araújo, atual diretor do Theatro - “Ao longo de 20 anos de história fomos construindo um casting de cantores, produtores, cenógrafos e cenotécnicos, de toda uma equipe que é multidisciplinar que trabalha nos bastidores e nos palcos que hoje nos permite fazer ópera como nós fizemos no passado, trazendo convidados mas essencialmente com coro, orquestra, com toda essa equipe técnica formada aqui”. O primeiro Festival de Ópera contou com atrações nacionais e internacionais, como a ópera Macbeth do compositor italiano Giuseppe Verdi, regida pelo maestro inglês Patrick Shelley.

## Estrutura
O Theatro mistura o estilo neoclássico com elementos amazônicos, onde hall de entrada: possui piso formado por pedras portuguesas com desenhos marajoaras e piso em acapu e pau-amarelo, lustres de cristal francês, estátuas de ferro inglesas, escadas de mármore italiano.
Na sala de espetáculo, há um lustre americano de bronze, no teto uma pintura do italiano Domenico de Angelis, sobre uma viagem do deus Apolo à Amazônia, as musas e a deusa Diana, como índia caçadora enfrente uma onça. A pintura de boca do palco de 1890, é uma alegoria à República, feita pelo francês Carpezat.

## Prêmios
O teatro recebeu o prêmio de "Melhor local para amantes da cultura" do concurso "Escolha do Editor 2021" do site "Trip Savvy".